# Загора (Канал об Сочи)
Загора (словен. Zagora, итал. Zagorà) је насељено место у општини Канал об Сочи, Горишка регија, Словенија.

## Историја
До територијалне реорганизације у Словенији била је у саставу старе општине Нова Горица. Као самостално насеље Загора постоји од 2007. године. Настао је издвајањем дела из насеља Плаве.

## Становништво
У попису становништва из 2011. године, Загора је имала 25 становника.
| 2011 |
| 25   |

Напомена: Године 2007. настала издвајањем дела из насеља Плаве.